# Агаджари, Хашем
Хашем Агаджари (перс. هاشم آقاجری‎ прослушатьо файле; р. 1957) — иранский историк, публицист и диссидент.
Агаджари служил в иранской армии во время военного конфликта с Ираком 1980—1988. Во время войны его правая нога была ампутирована до колена.
Агаджари занимал должность профессора истории в университете Тарбиат Моддаресс в Тегеране и был членом реформистской Организации моджахедов исламской революции. 19 июня 2002 года Агаджари, выступая перед студентами в Хамадане, произнёс речь, названную им «исламский протестантизм», в которой призвал мусульман к религиозному обновлению и отказу от слепого следования за религиозными лидерами. Речь вызвала бурное негодование среди консервативно настроенных мусульман и духовенства. 8 августа того же года Агаджари был арестован. На закрытом судебном процессе, состоявшемся 6 ноября в Хамадане, он был признан виновным по нескольким обвинениям, включавшим клевету и оскорбление религиозных лидеров. Приговором стала смертная казнь.
Приговор вызвал среди реформистов волну возмущения. Так, Нассер Каввами, глава парламентского правового комитета, счёл поступок Агаджари не заслуживающим не только смертной казни, но и тюремного заключения. Каввами заявил, что подобные приговоры дискредитируют судебную систему и наносят вред имиджу шиитского духовенства. Находившийся под домашним арестом Хосейн-Али Монтазери заявил, что смертный приговор Агаджари сыграет на руку тем, кто желает навредить исламу и шиитскому духовенству. Внешнеполитические ведомства США и Канады осудили приговор Агаджари, их заявления МИД Ирана назвал неуместным вмешательством во внутренние дела страны.
В Тегеране и ряде других городов прошли студенческие демонстрации в поддержку Агаджари, ставшие крупнейшими акциями протеста с 1999 года. По словам адвоката Агаджари, Салеха Никбахта, несколько сотен преподавателей университетов обратились с письмами к аятолле Хаменеи с просьбой отменить смертный приговор. Под давлением общественности Хаменеи поручил суду пересмотреть приговор Агаджари. Верховный суд Ирана отменил приговор, отправив дело на повторное рассмотрение в Хамадан, однако региональный суд вновь оставил в силе изначальный смертный приговор. Итогом длившихся почти два года судебных разбирательств, во время которых Агаджари продолжал находиться в тюрьме, стала замена смертного приговора на пятилетнее заключение. 31 июля 2004 года Агаджари смог выйти на свободу под залог.